# Villeneuve-Loubet
Villeneuve-Loubet (Villanova Lobetto in italiano, Vilanòva Lobet in provenzale) è un comune francese di 16 779 abitanti situato nel dipartimento delle Alpi Marittime della regione della Provenza-Alpi-Costa Azzurra.
I suoi abitanti sono chiamati Villeneuvois.

## Geografia fisica
Situata tra Cagnes-sur-Mer e Antibes, alla foce del fiume Loup, la città è composta dalla riunione di due villaggi precedenti: l'antico borgo di Villeneuve al suo interno, e il villaggio di Loubet sulle sponde del Mediterraneo.

### Simboli
L'emblema di Villeneuve-Loubet ricorda l'attività della bachicoltura, un tempo molto sviluppata in Francia, in particolare nella zona sud-orientale dove il clima era più favorevole. In seguito all'editto di Luigi XIV del novembre 1692, al comune fu assegnato dalla commissione guidata da Charles d'Hozier uno stemma d'oro, a due bozzoli di baco da seta di nero decussati. Nel XX secolo il comune adottò uno stemma di rosso, a due bozzoli di bachi da seta d'argento; al capo d'azzurro, caricato di tre gigli d'oro. Attualmente viene utilizzato lo stemma del 1692.

## Monumenti e luoghi d'interesse
- Marina Baie des Anges: la marina è composta da quattro edifici, è un edificio che si trova sulla Baie des Anges. Trasformare uno spazio costiero abbandonato e in parte occupato da un campeggio, in un complesso residenziale di lusso fu la scommessa fatta nel 1960 dal promotore Jean Marchand, che si associò all'architetto André Minangoy per definire il progetto, che successivamente fu approvato dal Conseil Supérieur de l'Architecture et de l'Urbanisme. Questi sedici ettari oggi ospitano un porto turistico con 530 moli con un pescaggio che va dai 6 ai 35 metri, un centro commerciale e quattro grandi edifici curvi e degradanti che simbolegguano delle grandi vele, che ospitano circa 1.500 alloggi. La struttura architettonica, prestigiosa e futurista, ha ricevuto l'appellativo di "Patrimonio del XX secolo". I quattro edifici a vela che formano la Marina sono l'Amiral, il Baronnet, il Commodore e il Ducal.

- Il Castello di Villeneuve-Loubet, fondato nel XIII secolo da Romée de Villeneuve, si compone di quattro edifici intorno a un cortile interno di forma trapezoidale. In corrispondenza dei quattro angoli si erge una torre. Protetto da due mura di cinta dotate di merli e feritoie, il castello ha conservato l'aspetto austero di una fortezza medievale.
- Il villaggio provenzale: il borgo storico è il centro della piccola città di Villeneuve. Ricostruito nel XVI secolo dopo le grandi epidemie che hanno determinato il suo declino, nel villaggio si trovano alcune porte risalenti al Rinascimento, la Chiesa di Saint-Marc, la cappella di Notre Dame d'Espérance, il lavatoio di Rue des Poilus, il Museo di Storia e Arte…;
- Château de Vaugrenier: il Castello di Vaugrenier è una casa in stile palladiano costruita alla fine del XVI secolo.

## Società

### Evoluzione demografica
Abitanti censiti

## Cultura

### Musei
- Museo militare, dedicato ai grandi conflitti del XX secolo che hanno coinvolto la Francia: le due Guerre Mondiali (1914-1918, 1939-1945), la guerra d'Indocina (1945-1954), quella d'Algeria (1954 - 1962), gli interventi in Ciad e Zaire (1969-1984), Libano (1982-1987) e la guerra del Golfo (1991).

## Economia
Nel XVI secolo fiorì l'allevamento dei bozzoli dei bachi da seta per l'industria lionese, ma a seguito di un'epidemia nel 1855 questa attività decadde. I numerosi gelsi che costeggiano i viali del parco Vaugrenier, le cui foglie servivano da cibo per i bachi, sono ciò che resta di questa attività che ha contribuito alla prosperità di Villeneuve-Loubet per più di tre secoli.
Oggi la città è allo stesso tempo un centro balneare e parte del polo tecnologico Sophia-Antipolis.

## Amministrazione

### Gemellaggi
- Forlimpopoli